# Ármin Langer
Ármin Langer (* 1990 in München) ist ein deutscher Soziologe, Autor und Publizist sowie Rabbiner einer Strömung des Liberalen Judentums.

## Biografie

### Akademischer Werdegang
Langer wuchs in Wien und Ungarn auf. Er studierte Philosophie in Budapest:44
sowie Jüdische Theologie an der Universität Potsdam, von 2013 bis 2016 am Abraham Geiger Kolleg in Potsdam und an einer konservativen Jeschiwa in Jerusalem. An der Humboldt-Universität zu Berlin promovierte er 2022 in Soziologie bei Naika Foroutan und Y. Michal Bodemann. Seine Dissertation schrieb er zum Thema German Integration Discourses in the 19th Century and today: Similarities and Differences between Jewish and Muslim Integration Strategies. Er war Gastwissenschaftler am Schusterman Center for Israel Studies der Brandeis University und Fellow am Zentrum für Deutsche Studien der University of Virginia. Seit 2022 ist er DAAD-Gastassistenzprofessor am Zentrum für Europäische Studien an der University of Florida, wo seine Forschungsschwerpunkte Migration, Identitätspolitik und Populismus in Europa und den USA sind.

### Wirken
Er ist Mitbegründer der Salaam-Schalom Initiative, die 2013 in Berlin-Neukölln ins Leben gerufen wurde.
Seit 2012 publiziert er Beiträge zu interreligiösen, jüdischen und politischen Themen, u. a. in der Zeit, taz, Tagesspiegel und für die Deutsche Welle sowie in wissenschaftlichen Fachzeitschriften und Publikationen.
Als Rabbinerstudent am Abraham Geiger Kolleg schrieb er 2014 einen Gastkommentar im Tagesspiegel mit dem Titel Muslime sind die neuen Juden, in dem er forderte, Juden sollten sich mit Muslimen solidarisieren, da sie in Deutschland benachteiligt seien. In einem Artikel 2015 in der Tageszeitung kritisierte er den Präsidenten des Zentralrats der Juden in Deutschland Josef Schuster. Schuster hatte auf die Frage, ob er die Integration muslimischer Einwanderer für gelungen halte, geantwortet, wenn er sich Orte in Europa anschaue, „in denen es die größten Probleme gibt, könnte man zu dem Schluss kommen, hier handele es sich nicht um ein religiöses Problem, sondern um ein ethnisches“. Das kommentierte Langer mit den Worten: „Mein Vorschlag wäre, dass sich der Zentralrat der Juden zum Zentralrat der rassistischen Juden umbenennt“. Seine Artikel sorgten für Diskussionen und Kritik in den jüdischen Gemeinden. Ayala Goldmann meinte, „mit seinem spätpubertären Kommentar in der »taz«, in dem er Zentralratspräsident Josef Schuster »Rassismus« vorwarf, hat sich Armin Langer als nützlicher Idiot einspannen lassen, der Juden medienwirksam vors Schienbein tritt“. Seine Ausbildung zum Rabbiner in Potsdam konnte er nicht mehr fortsetzen. Später wurde er vom Reconstructionist Rabbinical College in Philadelphia zum Rabbiner ordiniert und war an diversen jüdischen Gemeinden Europas und den USA als Lehrer und Vorbeter beschäftigt.
Seine 2016 im Aufbau Verlag erschienene „Streitschrift“ Ein Jude in Neukölln – Mein Weg zum Miteinander der Religionen hat autobiographische Züge. Mit dem Titel habe er ein Zeichen setzen wollen „gegen die No-Go-Area-Rhetorik von Politikern und Medienmachern“. Es sei aber ein Fehler gewesen, Schuster und den Zentralrat der Juden „an sich“ als rassistisch zu bezeichnen, bekannte er in einem Interview. Das Buch sei einfach zu lesen und gut geschrieben und wirke „stellenweise wie eine Abrechnung mit allen, die in der Vergangenheit nicht an Ármin Langer geglaubt haben“, befand Johannes Nichelmann. Mit seinem Kollegen von der Salaam-Schalom-Initiative, Ozan Zakariya Keskinkılıç, ist Langer Herausgeber des Sammelbandes Fremdgemacht & Reorientiert: jüdisch-muslimische Verflechtungen, in dem sich jüdische und muslimische Wissenschaftler, Künstler und Aktivisten mit den „vielfältigen politischen, historischen und religiösen Verbindungslinien zwischen Juden und Muslimen“ auseinandersetzen.

## Schriften (Auswahl)
Monografien
- Ein Jude in Neukölln. Mein Weg zum Miteinander der Religionen. Aufbau Verlag, Berlin 2016, ISBN 978-3-351-03659-1 (eingeschränkte Vorschau in der Google-Buchsuche).
- Vergeblich integriert? Rabbiner Hirsch und die jüdische Akkulturation im 19. Jahrhundert. (=Berliner jüdische Studien; Band 1) Gans Verlag, Berlin 2019, ISBN 978-3-946392-14-9.

Mitherausgeberschaft
- Ozan Zakariya Keskinkilic, Ármin Langer (Hrsg.): Fremdgemacht & Reorientiert jüdisch-muslimische Verflechtungen. 1. Auflage. Yilmaz-Günay, Berlin 2018, ISBN 978-3-9817227-7-2.

Buchbeiträge
- Mit Zoltán Ádám und András Bozóki: Religion and Authoritarian Legitimacy. The Hungarian Pentecostal Faith Church. In: Gionathan Lo Mascolo (Hrsg.): The Christian Right in Europe, Transcript Verlag, 2013, ebook, ISBN 978-3-8394-6038-2, S. 105–128.
- Dog-Whistle Politics as a Strategy of American Nationalists and Populists: George Soros, the Rothschilds, and Other Conspiracy Theories. In: Carsten Schapkow, Frank Jacob (Hrsg.): Nationalism and Populism, De Gruyter Oldenbourg, 2022, ISBN 978-3-11-073127-9, S. 157–190.
- The Memoir. Black Female Vegans on Decolonizing the Body and Mind: A. Breeze Harper’s Sistah Vegan Project. In: Laura Wright (Hrsg.): The Edinburgh Companion to Vegan Literary Studies, Edinburgh University Press 2022, ebook, ISBN 978-1-4744-9332-1, S. 250–258.
- (Un)gern in Ungarn – Erfahrungen eines regierungskritischen Aktivisten. In: Max Upravitelev (Hrsg.): Front Deutscher Äpfel. Das Buch zur Bewegung. Fruehwerk, Hildesheim 2014, ISBN 978-3-941295-13-1, S. 174 ff.

Wissenschaftliche Artikel
- Herausforderungen und Spielräume des muslimischen Studienwerks Avicenna und des jüdischen Studienwerks ELES. Hrsg.: Heinrich-Böll-Stiftung (= Schriften zur Demokratie. 42 (Ideologien der Ungleichwertigkeit)). 2016, ISBN 978-3-86928-151-3, S. 139–142 (boell.de).
- Die Salaam-Schalom-Initiative: Ein Bündnis von Juden und Muslimen. In: Nathanael Riemer, Kadir Sanci, Michal Szulc (Hrsg.): PaRDeS. Zeitschrift der Vereinigung für Jüdische Studien e.V. 22 (Muslimisch-Jüdischer Dialog = Muslim-Jewish Dialogue). Universitätsverlag Potsdam, 2016, ISBN 978-3-86956-370-1, ISSN 1614-6492, S. 195–198, urn:nbn:de:kobv:517-opus4-95416 (eingeschränkte Vorschau in der Google-Buchsuche).
- Telling Holocaust Jokes on German Public Television: The German-Israeli Comedian Shahak Shapira and His Satirical Show on Jews, Antisemites and the Rest. Philipps-Universität Marburg, 2021. doi:10.18146/view.263
- Liberal and Orthodox Jewish Responses to Antisemitism and Assimilationism in the United States during the 1920s: Rabbis Mordecai Kaplan's and Bernard Revel's Reconstruction of Judaism for the New American Realities. In: Amerikastudien, Band 66, Nr. 4/2021, S. 679-701.